# Ganophyllum giganteum
Ganophyllum giganteum là một loài thực vật có hoa trong họ Bồ hòn. Loài này được (A.Chev.) Hauman mô tả khoa học đầu tiên năm 1960.